# Тібор Андрашфі
Тібор Андрашфі (10 грудня 1999 , Будапешт ) — угорський фехтувальник на шпагах, олімпійський чемпіон Олімпійських ігор 2024 року, чемпіон Європейських ігор.

## Виступи на Олімпіадах
| Олімпіада  | Дисципліна          | Місце |
| ---------- | ------------------- | ----- |
| Париж 2024 | індивідуальна шпага | 4     |
| Париж 2024 | командна шпага      | 1     |